# Dunwich (fiktiv ort)
Dunwich [Dɵn'ɪɕ] är en fiktiv by i Massachusetts som figurerar i skräckförfattaren H. P. Lovecrafts verk.
Byn har fått sitt namn efter den gradvis försvunna staden Dunwich i England, som från 1300-talet och under nästföljande århundraden försvann bit för bit på grund av erosion och ökande havsnivå. 
Det fiktiva Dunwich sägs ligga cirka 110 km nordväst om den fiktiva staden Arkham, nära gränsen till Vermont. Byn har 376 invånare och var ett bondesamhälle vid grundandet 1692. Numer finns flera stora sågverk belägna i Dunwich.
Under sommaren 1928 tog händelserna som beskrivs i novellen "Fasan i Dunwich" (1929) vid i samhället.
Skräckfilmen City of the Living Dead, regisserad av Lucio Fulci, utspelar sig delvis i en stad som kallas Dunwich. Filmens handling baseras inte på Cthulhu-mytologin utan stadsnamnet är mer en hyllning till Lovecraft.